# Предальпы

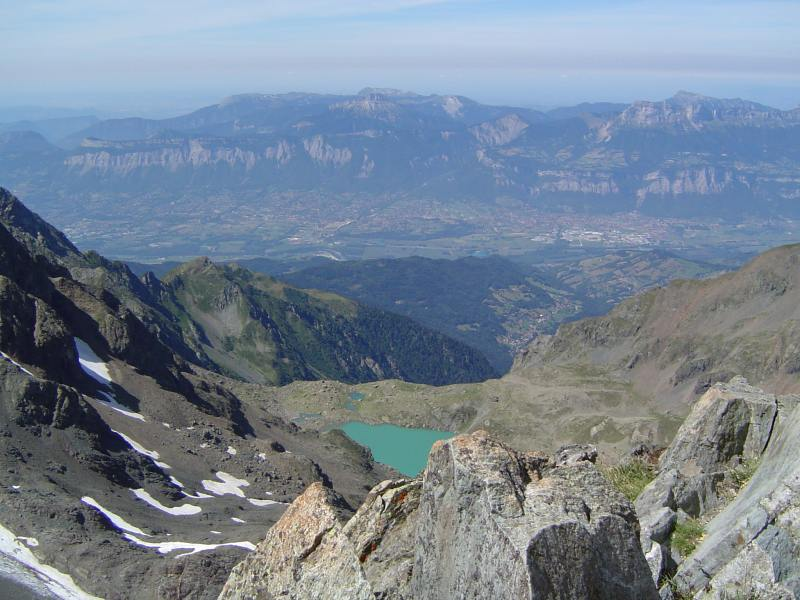
Вид на ложбину Грезиводан и массив Шартрёз с хребта Бельдонн

Преда́льпы (нем. Voralpen, фр. Préalpes, итал. Prealpi) — периферийная зона Альп, группа хребтов и горных массивов высотой 2000—3000 м, окаймляющих с юга, запада и севера высокие, преимущественно кристаллические массивы осевой высокогорной зоны Альп, от которой они обычно отделены продольными тектоническими и эрозионными долинами. Сложены в основном известняками, мергелями, песчаниками и сланцами. Характерно чередование столовых массивов, широких межгорных долин и котловин, иногда занятых озёрами (Боденское, Женевское, Лаго-Маджоре, Гарда и другие). Современные ледники имеются лишь на наиболее высоких массивах. На севере — лиственные смешанные и хвойные леса, на юге, в нижнем поясе, — редкостойные каштановые леса и гарига, выше — лиственные и хвойные леса. Выделяют Предальпы: на юге — Венецианские, Ломбардские, Юлийские (ит.), Карнийские (ит.), на западе — Французские, на севере — Швейцарские, Баварские и Австрийские.

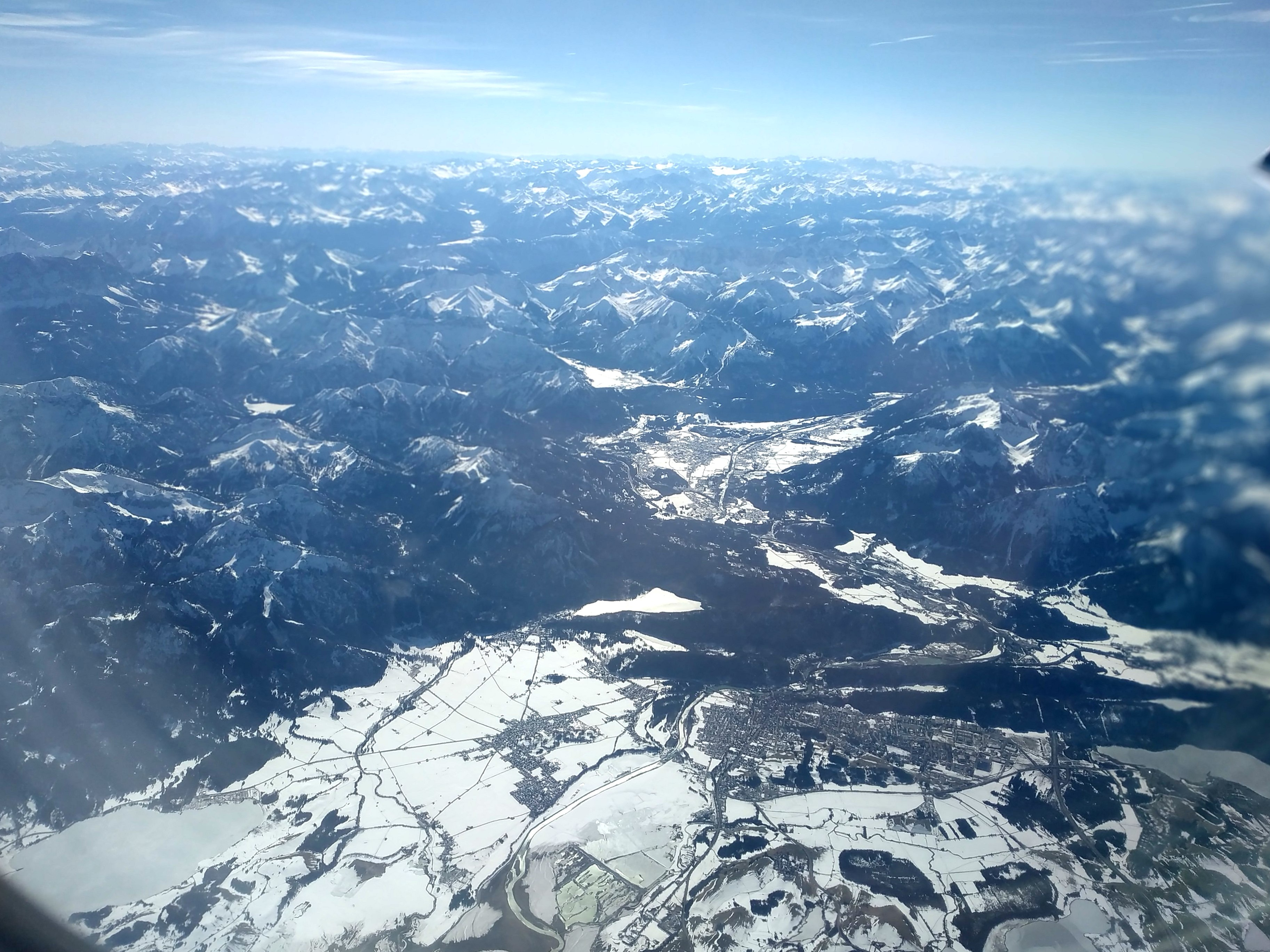
Городок у подножья Альп, вид из самолёта

Баварские Предальпы, расположенные к северу от Баварских Альп, простираются до долины Дуная.